# Немальцев, Михаил Григорьевич
Михаил Григорьевич Немальцев (1878—?) — земский учитель, депутат Государственной думы II созыва от Самарской губернии.

## Биография
По происхождению крестьянин. Окончил учительскую семинарию. Земский учитель села Черновка Каменецкой волости Самарского уезда, получал  годовое жалованье в размере 360 рублей. На момент выборов в Думу оставался беспартийным.
7 февраля 1907 года избран во Государственную думу II созыва от общего состава выборщиков Самарского губернского избирательного собрания. Вошёл в состав Трудовой группы и фракции Крестьянского союза. Состоял в думских комиссиях: по разбору корреспонденции, о помощи безработным и по народному образованию.
Деятельность после разгона Думы и дата смерти неизвестны.

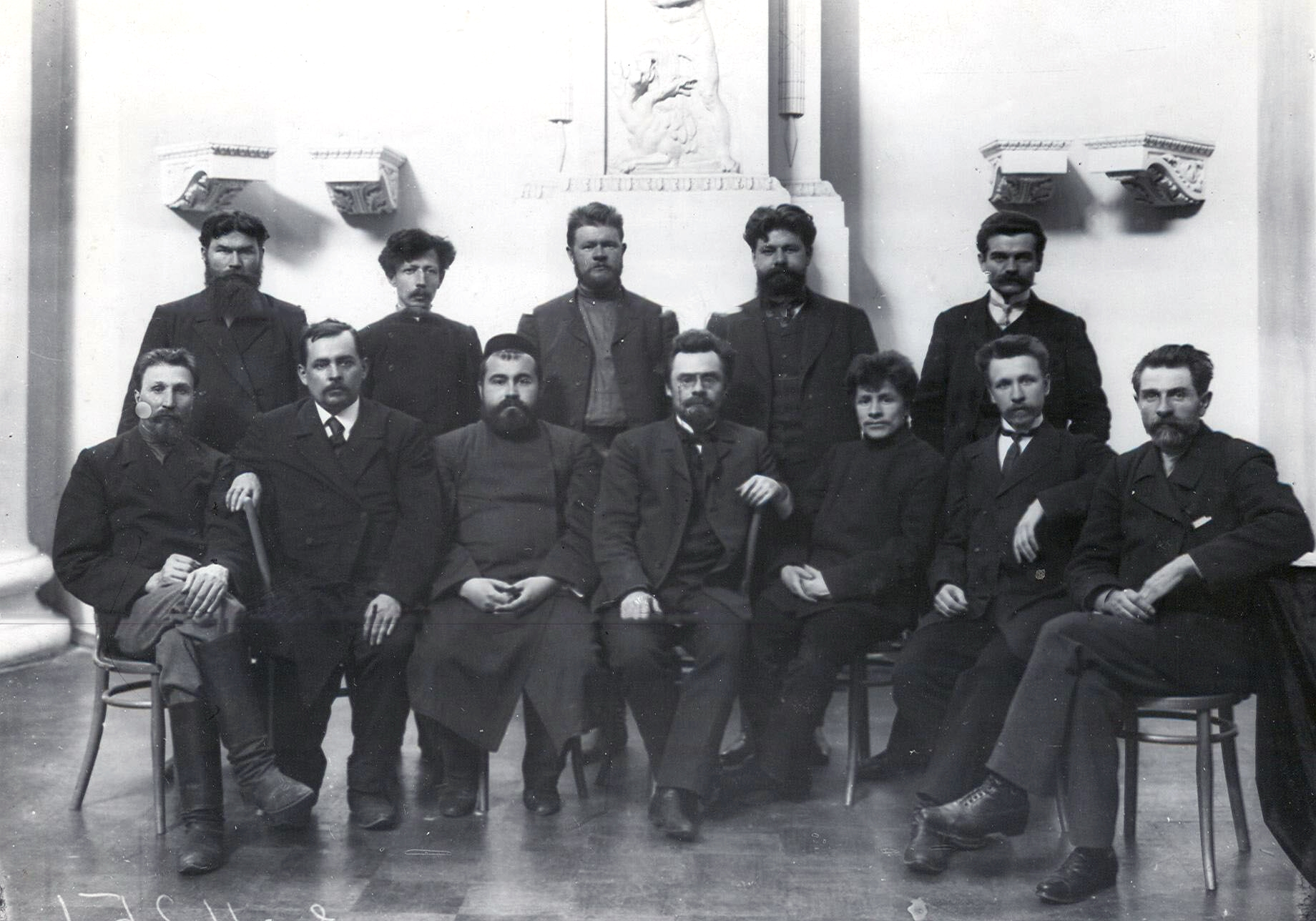
М. Г. Немальцев среди депутатов 2-й Думы от Самарской губернии, первый ряд, 2-й справа.

### Рекомендуемые источники
- Курёнышев А. А. Всероссийский крестьянский союз, 1905—1930 гг: мифы и реальность. Ассоциация исследователей российского общества XX века. АИРО-ХХ, 2004. 333 c. (см. стр. 215).
- Колесниченко Д. А. Трудовики в период первой российской революции / отв. ред С. В. Тютюкин. М.: Наука, 1985. — 317 с. (см. стр. 184, 229).

### Архивы
- Российский государственный исторический архив. Фонд 1278. Опись 1 (2-й созыв). Дело 20; Дело 547. Лист 17; Опись 9. Дело 35.